# Kyle XY
Kyle XY är en amerikansk tv-serie från 2006 med övernaturliga inslag.
Det utlovades att säsong fyra skulle bli mer actionfylld och händelserik än föregående säsonger. Den 31 januari 2009 lät ABC Family emellertid meddela att serien inte skulle förnyas för en fjärde säsong. Det sista avsnittet sändes i USA 16 mars 2009, och flera trådar lämnades lösa. Kyle XY var ABC Familys högst rankade serie mellan juni 2006 och juli 2008.

## Handling
En helt okänd kille i 16-årsåldern med total minnesförlust stapplar omkring i Seattle. Han tas om hand av polis och hamnar på ungdomshem. På ungdomshemmet ringer de efter en terapeut (Nicole Trager), som kommer och erbjuder honom ett hem att bo på tills vidare information är känd. Pojken blir därefter kallad Kyle.
Kyle, som är väldigt förvirrad men fruktansvärt smart, börjar snabbt söka efter sitt förflutna och vem han är. Mystiska fakta dyker upp om Kyle medan han försöker komma på varför han inte är som andra. Varför har han ingen navel? Varför kan han räkna ut alla mattetal som om det vore 1 + 1? Mystiken tätnar och han berättar till slut allt för familjen. Familjen Trager adopterar Kyle och han måste ta itu med vanliga tonårsproblem. Han faller för tjejen i huset bredvid (Amanda Bloom). Problemet är bara att Amandas mamma blir ett problem, samtidigt som han gör stora upptäckter om sitt förflutna.

## Roller i urval
- Matt Dallas (Kyle XY)
- Marguerite MacIntyre (Nicole Trager)
- Bruce Thomas (Stephen Trager)
- April Matson (Lori Trager)
- Jean-Luc Bilodeau (Josh Trager)
- Chris Olivero (Declan McDunaugh)
- Kirsten Prout (Amanda Bloom)
- Jaimie Alexander (Jessi XX, fr o m säsong 2)
- Leah Cairns (Emily Hollander, fr o m säsong 2)
- Magda Apanowicz (Andy Jensen, fr o m säsong 2)
- Conrad Coates (Ballantine, fr o m säsong 2)